# Ulica Ciepła w Warszawie

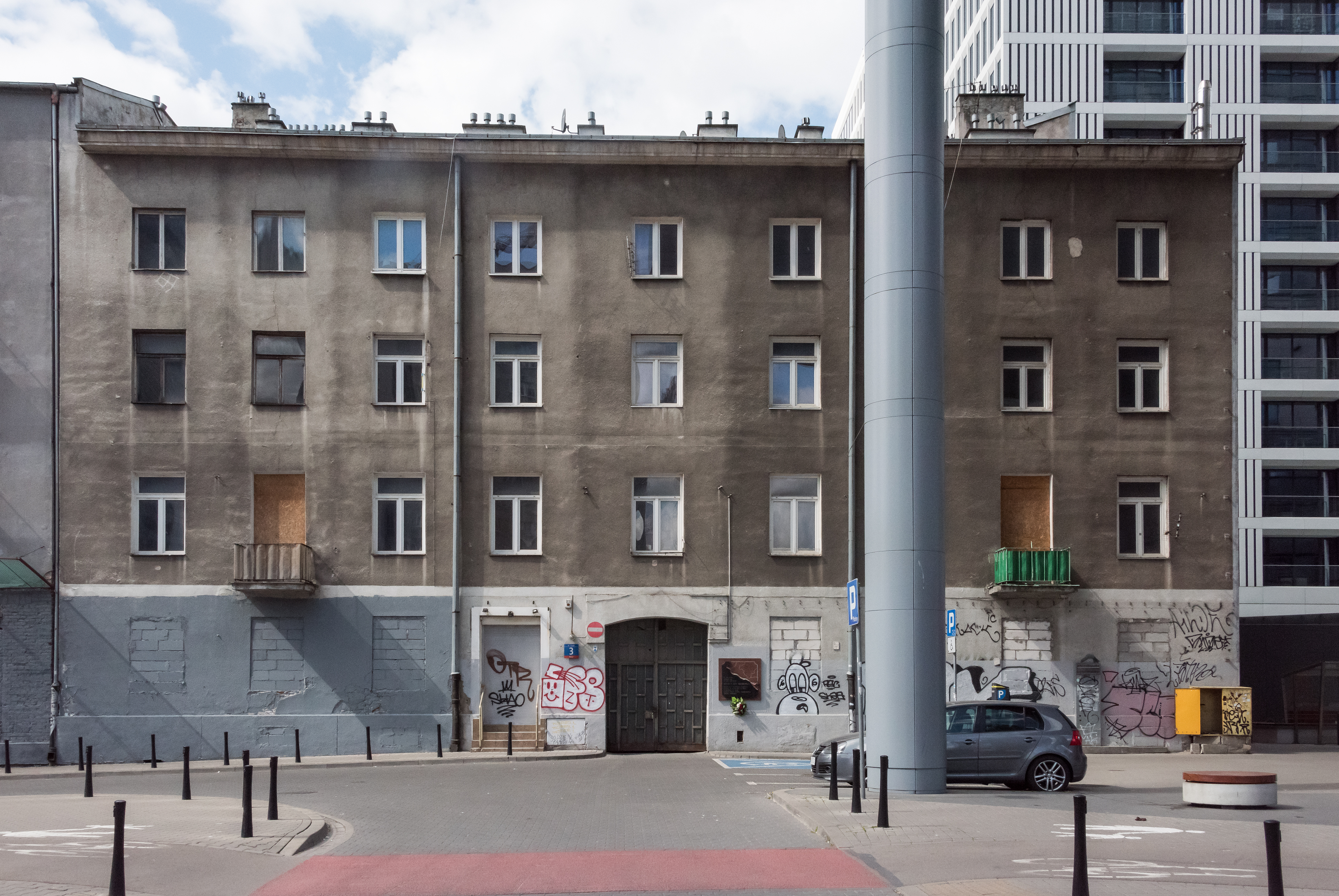
Kamienica przy ul. Ciepłej 3, w której urodził się ks. Ignacy Skorupka

Ulica Ciepła – ulica  w dzielnicy Wola w Warszawie.

## Historia
Pierwszy odcinek ulicy Ciepłej, pomiędzy ulicami Chłodną i Krochmalną, powstał w 1762 roku. Równolegle pojawiła się też jej nazwa nadana w opozycji do pobliskiej, znanej z przeciągów ulicy Chłodnej; dalszy odcinek – od ul. Grzybowskiej do ul. Twardej wytyczono pomiędzy rokiem 1772 a 1778. Nowy fragment poprowadzono nieco na zachód w stosunku do starszego odcinka ulicy, omijając zabudowania znajdujące się przy ul. Grzybowskiej.
U zbiegu obu ulic przed rokiem 1784 powstał pierwszy browar, niedługo po nim kolejny przy Chłodnej i dwa następne u zbiegu z Grzybowską; jeden z nich został uzupełniony o kuźnię.
Przed rokiem 1812 powstała niewielka, murowana kamienica u zbiegu z ul. Ceglaną (obecnie ul. Icchoka Lejba Pereca), kilka lat później na jej miejscu wystawiono tam kolejny browar, który przed rokiem 1869 przeszedł w ręce potentata w branży – Hermana Junga.
W roku 1805 ogrodnik Johann Gottlieb Traugott Ulrich nabył część folwarku miejskiego w obrębie ulic Ceglanej, Ciepłej i Twardej, gdzie założył ogród kwiatów, warzyw i owoców. Jego syn, Jan Krystian Ulrich, około roku 1850 wystawił kamienicę przy Ciepłej, u zbiegu z Twardą. Ulrichowie byli powiązani z rodziną von Brühlów, i jak oni pochodzili z majątku Pförten (obecnie Brody (powiat żarski)). Johann Gottlieb Traugott Ulrich założył w roku 1805 Ogrody Ulrychów, zaś w roku 1876 Jan Krystian Ulrich przeniósł je do wsi Górce.
Przed rokiem 1829 na miejscu browaru u zbiegu z Grzybowską powstał plac na którym urządzono ujeżdżalnię koni, zaś później na jej miejscu (w latach 1883-84) powstały koszary carskiej żandarmerii. W początkach XX wieku obiekty te należały do Zarządu Inżynierii Wojskowej, zaś w budynku dawnego maneżu działał od roku 1899 Teatr Ludowy. Zarząd Inżynierii Wojskowej przejął także znajdujący się u zbiegu z Chłodną dawny browar Schäffera i Gampa, od lat 60. XIX wieku mieszczący Szkołę Junkrów działającą wcześniej w pałacu Prymasowskim.
Pod nr. 11 działał wystawiony przed rokiem 1829 browar Kazimirusa. W latach 1877–78 jego właścicielami byli bracia Reychowie, zaś w roku 1918 zakład przejął piwowarski potentat – spółka „Haberbusch i Schiele” z ul. Krochmalnej.
Po roku 1875 przy ulicy powstało kilka trzypiętrowych czynszówek o stosunkowo skromnym wystroju fasad; przyćmiła je wzniesiona w roku 1906 kamienica rodziny Kijewskich pod nr. 9. Jej projektantem był Mieczysław Rudakowski, który jako zwieńczenie budynku wprowadził ozdobną attykę, wzorowaną na realizacjach renesansowych, dla których podobne attyki stały się w Polsce typowym elementem. Przed wybuchem I wojny światowej powstało jeszcze kilka kamienic; nie wzniesiono jedynie planowanej kamienicy dla Tychońskiego i Szejna, która miała znajdować się pod numerem 22/24. Dla tych samych inwestorów powstała w zbliżonym okresie wspaniała kamienica na Pradze-Północ, położona przy ul. Ząbkowskiej 2 u zbiegu z ul. Targową, można się więc domyślać, że planowana kamienica przy Ciepłej również trzymałaby wysoki poziom estetyki.
Działająca w początkach XX wieku pod nr. 12 fabryka wyrobów metalowych "Władysław Gostyński i S-ka" znana z wysokiej jakości artystycznie kutych krat i balustrad wyniosła się na ulicę Mokotowską, zaś posesję pofabryczną przejęło Towarzystwo Akcyjne Zakładów Wyrobów Metalowych "Konrad, Jarnuszkiewicz i S-ka" z ul. Grzybowskiej. Wybudowano wtedy kilka nowych budynków wokół dziedzińca; nadbudowano też istniejącą wcześniej halę produkcyjną Gostyńskiego.
Po I wojnie światowej dawne carskie koszary stały się szkołą polskiej Policji Państwowej; ze zmian własnościowych należy też wspomnieć o przejęciu kamienicy pod nr. 5 u zbiegu z Ceglaną przez zarząd żydowskiego Domu Akademickiego im. Trippenbacha; Żydzi zamieszkiwali zresztą w tym czasie Ciepłą dość licznie. 
Zabudowa ulicy ucierpiała w czasie obrony Warszawy we wrześniu 1939.
W roku 1940 ulica w całości znalazła się w obrębie getta. W sierpniu 1942, w trakcie wielkiej akcji deportacyjnej do obozu zagłady w Treblince, wraz z całym małym gettem została wyłączona z dzielnicy zamkniętej.
W roku 1944 zburzeniu uległo kilkanaście kamienic; pozostała zabudowa została wypalona i rozebrana w roku 1946, mimo czasem niezłego stanu zachowania (np. koszary żandarmerii). Dwóm ocalałym domom w latach pięćdziesiątych zniszczono wystrój architektoniczny. Północny odcinek dawnej ulicy Ciepłej wchłonęła przebita po roku 1945 ul. Juliana Marchlewskiego (obecnie al. Jana Pawła II).

## Ważniejsze obiekty
- Dom przy Ciepłej 3 − miejsce narodzin Ignacego Skorupki
- Hotel Westin